# Conflicto de Siachen
El conflicto de Siachen, a veces también conocido como la guerra de Siachen es un conflicto militar entre India y Pakistán sobre el glaciar de Siachen región de Cachemira. Un alto el fuego entró en vigor en el 2003. El área contenciosa es de alrededor de 2300 km², y cerca de 2600 km² de territorio.  El conflicto comenzó en 1984 con el éxito de la India en la operación Meghdoot durante el cual se obtuvo el control sobre todo el glaciar de Siachen —área desocupada y no demarcada—. La India ha establecido el control sobre la totalidad de los 70 kilómetros de largo del glaciar de Siachen y todos sus glaciares tributarios, así como los tres principales pasos de las montañas Saltoro, inmediatamente al oeste de los glaciares Sia La, Bilafond La y Gyong La. Pakistán controla los valles de los glaciares inmediatamente al oeste de las montañas de Saltoro. de acuerdo con la revista Time, India obtuvo más de 3000 km² del territorio debido a sus operaciones militares en Siachen.

## Causas
El glaciar de Siachen es un gran campo de batalla en la tierra, donde la India y Pakistán han luchado de forma intermitente desde el 13 de abril de 1984. Ambos países mantienen presencia militar permanente en la región a una altitud de más de 6000 metros. Más de 2000 personas han muerto en este terreno inhóspito, sobre todo debido a las condiciones climáticas extremas y los peligros naturales de la guerra de montaña.
El conflicto de Siachen nace del territorio demarcado de forma incompleta en el mapa más allá del mapa de coordenadas conocido como NJ9842 ( 35.008371 ° N 77.008805 ° E ). En 1949 el Acuerdo de Karachi y en 1972 el Acuerdo de Shimia no mencionan claramente una posesión del glaciar, se limitan a declarar que el alto de la Línea de Fuego (CFL) se termina en NJ9842.' Funcionarios de la ONU presumen que no habría ningún conflicto entre India y Pakistán.

### Mapa de la línea de alto el fuego de la ONU
Título de la ONU número de documento S / 1430 / Add.2, que ilustra la CFL según el Acuerdo de Karachi se lee:

Mapa del estado de Jammu y Cachemira que muestra la línea de alto el fuego según lo convenido en el Acuerdo de Karachi, ratificado por los Gobiernos de la India y Pakistán, el 29 y 30 de julio respectivamente. (Ver Anexo 26 al tercer informe provisional de la Comisión de Naciones Unidas para la India y Pakistán)

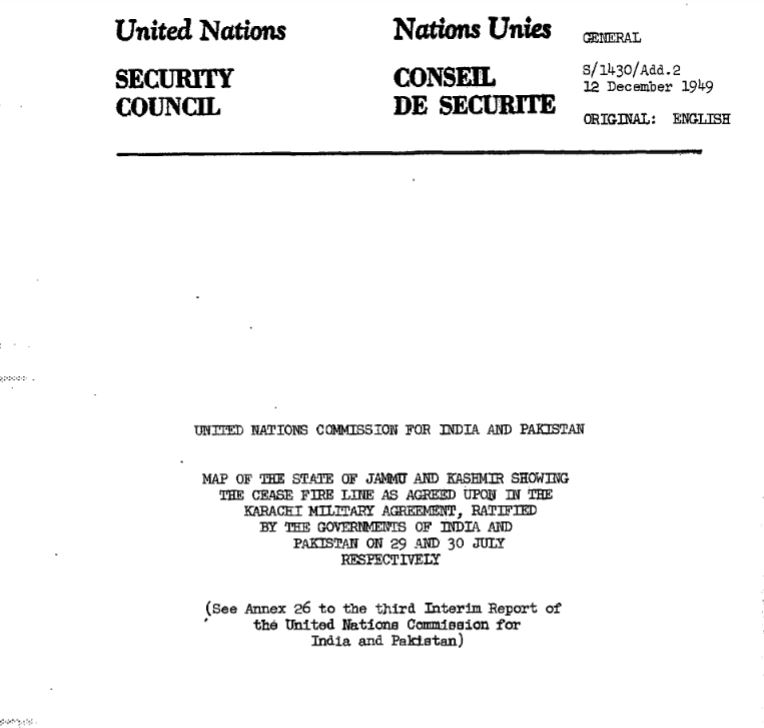
Página-1 de la ONU- Mapa número S/1430/Add.2 en el Acuerdo de Karachi 1949.
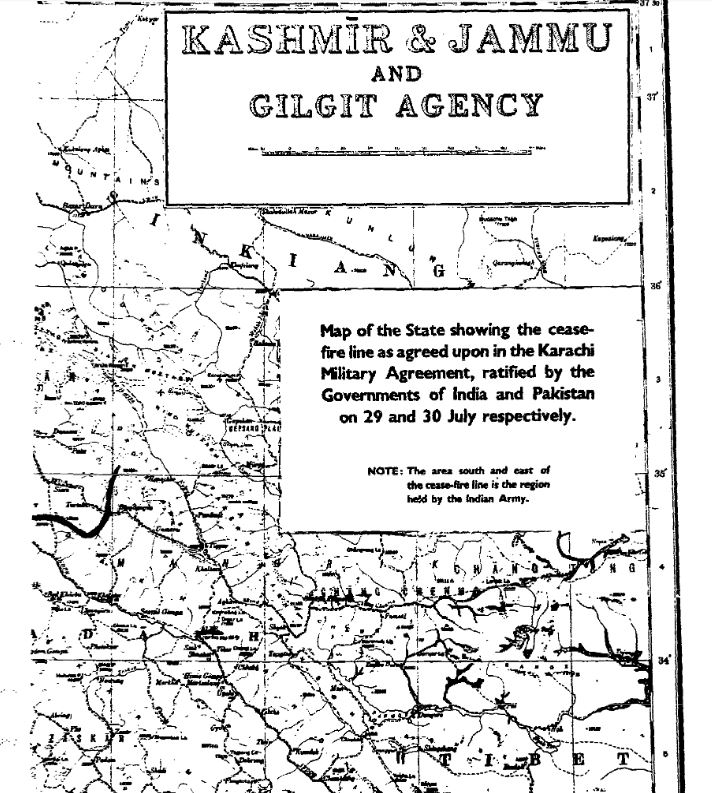
Página-3 de la ONU Mapa número S/1430/Add.2 muestra de la CFL hasta el punto NJ 9842.
Mapa de Cachemira con el glaciar de Siachen disputado.